# Terratrèmol d'Alep de 1138
El terratrèmol d'Alep de 1138 fou un dels terratrèmols més mortífers de la història. Va tenir una magnitud de moment de 7.1. El seu nom prové de la ciutat d'Alep, al nord de Síria, on va haver-hi el major nombre de víctimes mortals. Va ocórrer l'11 d'octubre de 1138 i fou precedit per un terratrèmol menor el dia 10. Sovint s'ha descrit com el tercer terratrèmol més mortífer de la història, precedit dels terratrèmols de Shaanxi i Tangshan a la Xina. Tanmateix, la xifra de 230.000 morts es basa en la combinació històrica d'aquest terratrèmol amb els terratrèmols de novembre de 1137 a la plana d'Al-Jazira i el gran terratrèmol del 30 de setembre de 1139 a la ciutat de Gandja, a l'Azerbaidjan. La primera menció d'una xifra de morts fou de 230.000 per Ibn Taghribirdi al segle xv.

## Antecedents
Alep es troba a la part nord del sistema de transformació del mar Mort de falles geològiques, que és un límit de placa que separa la placa aràbiga de la placa africana. El terratrèmol fou el començament de dues seqüències intenses de terratrèmols a la regió: de l'octubre de 1138 al juny de 1139 i una de molt més intensa i una sèrie posterior del setembre de 1156 al maig de 1159. La primera seqüència afectà les àrees al voltant d'Alep i la part occidental de la regió d'Edesa (l'actual Şanlıurfa, Turquia). Durant la segona seqüència, una àrea que abastà el nord-oest de Síria, el nord del Líban i la regió d'Antioquia fou objecte de terratrèmols devastadors.
A mitjan segle xii, el nord de Síria era un país devastat per la guerra. Els estats croats establerts pels europeus occidentals, com el Principat d'Antioquia, estaven en un estat de constant conflicte armat amb els estats musulmans del nord de Síria i Jazeera, principalment Alep i Mossul.

## Descripció

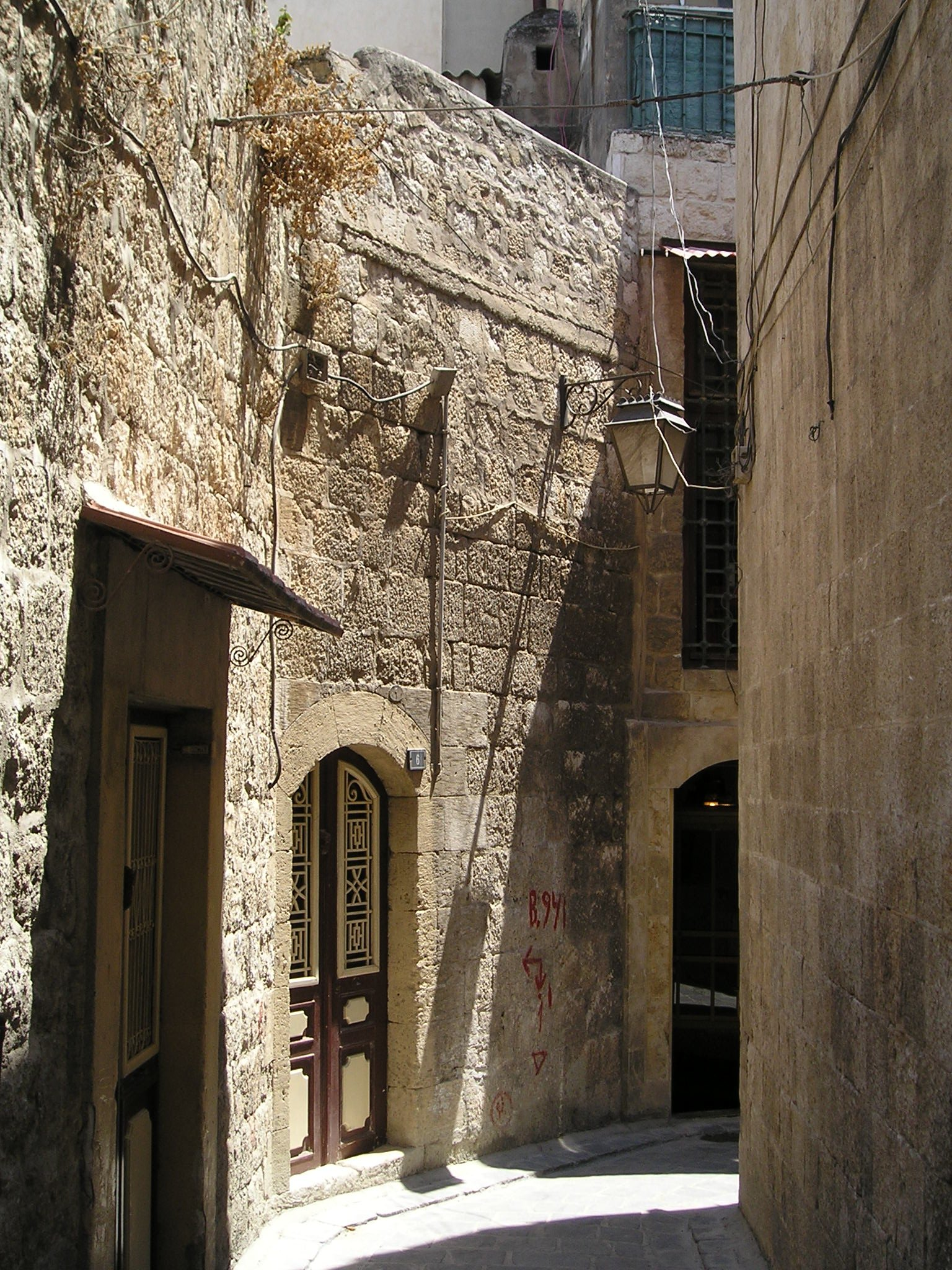
Carrer del barri cristià d'Alep

Un cronista de l'època a Damasc, Ibn al-Qalanissí, registrà el terratrèmol principal, dimecres 11 d'octubre de 1138. Va escriure que fou precedit per un sisme inicial el 10 d'octubre i hi hagué rèpliques la nit del 20 d'octubre, el 25 i la nit del 30 a l'1 de novembre, i finalment el 3 de novembre al matí. Tanmateix, Kemal al-Din, un autor tardà, registrà un terratrèmol de sòl del 19-20 d'octubre, i no està d'acord amb la narració d'al-Qalanissí. Tenint en compte que al-Qalanissí estava escrivint com van ocórrer els terratrèmols i amb el suport d'altres historiadors, la seva data de l'11 d'octubre es considera autoritzada.
L'àrea més afectada en fou Harim, on els croats havien construït una gran ciutadella. Les fonts indiquen que el castell fou destruït i l'església va esfondrar-se. La fortalesa d'Atharib, ocupada pels musulmans, fou també destruïda. La ciutadella també s'ensorrà, i 600 guardes del castell hi moriren, tot i que el governador i alguns funcionaris en sobrevisqueren i fugiren a Mossul. La ciutat de Zaradna, ja saquejada per les forces en conflicte, fou totalment destruïda, així com el petit fort de Shih.
Els habitants d'Alep, una ciutat gran de desenes de milers de persones aleshores, havia estat advertida per les tremolors i fugiren al camp abans que ocorregués el terratrèmol principal. Les parets de la ciutadella varen esfondrar-se, així com l'est i l'oest de les parets de la ciutadella. Tot de cases foren destruïdes, i les runes van cobrir els carrers. Narracions de l'època dels desperfectes es limiten a afirmar que la ciutat d'Alep havia desaparegut, tot i que la comparació dels informes indiquen que no foren els més damnificats pel terratrèmol.
Altres danys més greus van registrar-se a Azrab, Bizaah, Tell Khalid i Tell Amar. El sisme principal i les rèpliques se sentiren a Damasc, però no a Jerusalem. Fins i tot, hi ha relats que descriuen com tot de persones van ser engolides per les obertures d'esquerdes i forats al terra de Rakka, que van ser atribuïts erròniament al terratrèmol d'Alep, i es basen en un relat confús de finals del segle xii de Miquel el Sirià.